# Karjala Tournament 2016
Karjala Tournament 2016 spelades den 3 till 6 november 2016. Turneringen ingick i Euro Hockey Tour 2016/2017.
Ryssland vann samtliga sina matcher och kunde därmed vinna turneringen före Tjeckien.

## Tabell
| Lag      | S | V | ÖV | ÖF | F | GM | IM | MS | P |
| -------- | - | - | -- | -- | - | -- | -- | -- | - |
| Ryssland | 3 | 3 | 0  | 0  | 0 | 11 | 3  | +8 | 9 |
| Tjeckien | 3 | 2 | 0  | 0  | 1 | 11 | 9  | +2 | 6 |
| Finland  | 3 | 1 | 0  | 0  | 2 | 8  | 11 | −3 | 3 |
| Sverige  | 3 | 0 | 0  | 0  | 3 | 6  | 13 | −7 | 0 |

## Matcher
|             | 3 november 2016 | Tjeckien                                                                                        | 6 – 3                   | Sverige                                            | Home Monitoring Arena                                                        |                                                                              |
| 18:00 UTC+1 | 18:00 UTC+1     | (2–1, 1–1, 3–1) Rapport                                                                         | (2–1, 1–1, 3–1) Rapport | (2–1, 1–1, 3–1) Rapport                            | Plzen, Tjeckien · Publik: 6 813 · Domare: · Joel Lassinantti · Dominik Furch | Plzen, Tjeckien · Publik: 6 813 · Domare: · Joel Lassinantti · Dominik Furch |
| 18:00 UTC+1 | 18:00 UTC+1     | Jerabek (00:29) Jarusek (09:40) Radil (23:09) Radil (40:27) Kovář (48:21) Kubalík (59:16) (PP1) | Mål                     | (16:21) Gynge (37:37) Lundqvist (52:01) Zackrisson | Plzen, Tjeckien · Publik: 6 813 · Domare: · Joel Lassinantti · Dominik Furch | Plzen, Tjeckien · Publik: 6 813 · Domare: · Joel Lassinantti · Dominik Furch |
| 18:00 UTC+1 | 18:00 UTC+1     |                                                                                                 |                         |                                                    | Plzen, Tjeckien · Publik: 6 813 · Domare: · Joel Lassinantti · Dominik Furch | Plzen, Tjeckien · Publik: 6 813 · Domare: · Joel Lassinantti · Dominik Furch |
| 18:00 UTC+1 | 18:00 UTC+1     |                                                                                                 |                         |                                                    | Plzen, Tjeckien · Publik: 6 813 · Domare: · Joel Lassinantti · Dominik Furch | Plzen, Tjeckien · Publik: 6 813 · Domare: · Joel Lassinantti · Dominik Furch |
| 18:00 UTC+1 | 18:00 UTC+1     |                                                                                                 |                         |                                                    | Plzen, Tjeckien · Publik: 6 813 · Domare: · Joel Lassinantti · Dominik Furch | Plzen, Tjeckien · Publik: 6 813 · Domare: · Joel Lassinantti · Dominik Furch |
| 18:00 UTC+1 | 18:00 UTC+1     |                                                                                                 |                         |                                                    | Plzen, Tjeckien · Publik: 6 813 · Domare: · Joel Lassinantti · Dominik Furch | Plzen, Tjeckien · Publik: 6 813 · Domare: · Joel Lassinantti · Dominik Furch |

|             | 3 november 2016 | Ryssland                                                                          | 5 – 1                   | Finland                 | Hartwall Arena                                                                        |                                                                                       |
| 18:30 UTC+2 | 18:30 UTC+2     | (1–0, 0–1, 4–0) Rapport                                                           | (1–0, 0–1, 4–0) Rapport | (1–0, 0–1, 4–0) Rapport | Helsingfors, Finland · Publik: 7 025 · Domare: · Mikael Sjöqvist · Andreas Harnebring | Helsingfors, Finland · Publik: 7 025 · Domare: · Mikael Sjöqvist · Andreas Harnebring |
| 18:30 UTC+2 | 18:30 UTC+2     | Golyshev (13:21) Svetlakov (49:51) Golyshev (53:05) Gusev (58:58) Tkatjev (59:46) | Mål                     | (31:12) (PP1) Aaltonen  | Helsingfors, Finland · Publik: 7 025 · Domare: · Mikael Sjöqvist · Andreas Harnebring | Helsingfors, Finland · Publik: 7 025 · Domare: · Mikael Sjöqvist · Andreas Harnebring |
| 18:30 UTC+2 | 18:30 UTC+2     |                                                                                   |                         |                         | Helsingfors, Finland · Publik: 7 025 · Domare: · Mikael Sjöqvist · Andreas Harnebring | Helsingfors, Finland · Publik: 7 025 · Domare: · Mikael Sjöqvist · Andreas Harnebring |
| 18:30 UTC+2 | 18:30 UTC+2     |                                                                                   |                         |                         | Helsingfors, Finland · Publik: 7 025 · Domare: · Mikael Sjöqvist · Andreas Harnebring | Helsingfors, Finland · Publik: 7 025 · Domare: · Mikael Sjöqvist · Andreas Harnebring |
| 18:30 UTC+2 | 18:30 UTC+2     |                                                                                   |                         |                         | Helsingfors, Finland · Publik: 7 025 · Domare: · Mikael Sjöqvist · Andreas Harnebring | Helsingfors, Finland · Publik: 7 025 · Domare: · Mikael Sjöqvist · Andreas Harnebring |
| 18:30 UTC+2 | 18:30 UTC+2     |                                                                                   |                         |                         | Helsingfors, Finland · Publik: 7 025 · Domare: · Mikael Sjöqvist · Andreas Harnebring | Helsingfors, Finland · Publik: 7 025 · Domare: · Mikael Sjöqvist · Andreas Harnebring |

|             | 5 november 2016 | Sverige                                     | 2 – 3                   | Ryssland                                                  | Hartwall Arena                                                                      |                                                                                     |
| 13:30 UTC+2 | 13:30 UTC+2     | (0–1, 1–1, 1–1) Rapport                     | (0–1, 1–1, 1–1) Rapport | (0–1, 1–1, 1–1) Rapport                                   | Helsingfors, Finland · Publik: 4 111 · Domare: · Stefan Fonselius · Lassi Heikkinen | Helsingfors, Finland · Publik: 4 111 · Domare: · Stefan Fonselius · Lassi Heikkinen |
| 13:30 UTC+2 | 13:30 UTC+2     | Gynge (24:44) (PP1) Klingberg (49:19) (PP1) | Mål                     | (19:35) Rafikov (23:52) Barabanov (48:19) (BP1) Svetlakov | Helsingfors, Finland · Publik: 4 111 · Domare: · Stefan Fonselius · Lassi Heikkinen | Helsingfors, Finland · Publik: 4 111 · Domare: · Stefan Fonselius · Lassi Heikkinen |
| 13:30 UTC+2 | 13:30 UTC+2     |                                             |                         |                                                           | Helsingfors, Finland · Publik: 4 111 · Domare: · Stefan Fonselius · Lassi Heikkinen | Helsingfors, Finland · Publik: 4 111 · Domare: · Stefan Fonselius · Lassi Heikkinen |
| 13:30 UTC+2 | 13:30 UTC+2     |                                             |                         |                                                           | Helsingfors, Finland · Publik: 4 111 · Domare: · Stefan Fonselius · Lassi Heikkinen | Helsingfors, Finland · Publik: 4 111 · Domare: · Stefan Fonselius · Lassi Heikkinen |
| 13:30 UTC+2 | 13:30 UTC+2     |                                             |                         |                                                           | Helsingfors, Finland · Publik: 4 111 · Domare: · Stefan Fonselius · Lassi Heikkinen | Helsingfors, Finland · Publik: 4 111 · Domare: · Stefan Fonselius · Lassi Heikkinen |
| 13:30 UTC+2 | 13:30 UTC+2     |                                             |                         |                                                           | Helsingfors, Finland · Publik: 4 111 · Domare: · Stefan Fonselius · Lassi Heikkinen | Helsingfors, Finland · Publik: 4 111 · Domare: · Stefan Fonselius · Lassi Heikkinen |

|             | 5 november 2016 | Finland                                                     | 3 – 5                   | Tjeckien                                                                              | Hartwall Arena                                                                        |                                                                                       |
| 17:30 UTC+2 | 17:30 UTC+2     | (0–0, 1–3, 2–2) Rapport                                     | (0–0, 1–3, 2–2) Rapport | (0–0, 1–3, 2–2) Rapport                                                               | Helsingfors, Finland · Publik: 9 762 · Domare: · Mikael Sjöqvist · Andreas Harnebring | Helsingfors, Finland · Publik: 9 762 · Domare: · Mikael Sjöqvist · Andreas Harnebring |
| 17:30 UTC+2 | 17:30 UTC+2     | Savinainen (21:11) Kemppainen (43:52) (PP1) Lajunen (49:19) | Mål                     | (25:12) Holík (30:30) (PP1) Polášek (33:25) (PP1) Rutta (47:49) Jeřábek (59:02) Radil | Helsingfors, Finland · Publik: 9 762 · Domare: · Mikael Sjöqvist · Andreas Harnebring | Helsingfors, Finland · Publik: 9 762 · Domare: · Mikael Sjöqvist · Andreas Harnebring |
| 17:30 UTC+2 | 17:30 UTC+2     |                                                             |                         |                                                                                       | Helsingfors, Finland · Publik: 9 762 · Domare: · Mikael Sjöqvist · Andreas Harnebring | Helsingfors, Finland · Publik: 9 762 · Domare: · Mikael Sjöqvist · Andreas Harnebring |
| 17:30 UTC+2 | 17:30 UTC+2     |                                                             |                         |                                                                                       | Helsingfors, Finland · Publik: 9 762 · Domare: · Mikael Sjöqvist · Andreas Harnebring | Helsingfors, Finland · Publik: 9 762 · Domare: · Mikael Sjöqvist · Andreas Harnebring |
| 17:30 UTC+2 | 17:30 UTC+2     |                                                             |                         |                                                                                       | Helsingfors, Finland · Publik: 9 762 · Domare: · Mikael Sjöqvist · Andreas Harnebring | Helsingfors, Finland · Publik: 9 762 · Domare: · Mikael Sjöqvist · Andreas Harnebring |
| 17:30 UTC+2 | 17:30 UTC+2     |                                                             |                         |                                                                                       | Helsingfors, Finland · Publik: 9 762 · Domare: · Mikael Sjöqvist · Andreas Harnebring | Helsingfors, Finland · Publik: 9 762 · Domare: · Mikael Sjöqvist · Andreas Harnebring |

|             | 6 november 2016 | Tjeckien                | 0 – 3                   | Ryssland                                                     | Hartwall Arena                                                                          |                                                                                         |
| 13:30 UTC+2 | 13:30 UTC+2     | (0–0, 0–2, 0–1) Rapport | (0–0, 0–2, 0–1) Rapport | (0–0, 0–2, 0–1) Rapport                                      | Helsingfors, Finland · Publik: 2 656 · Domare: · Anssi Kalevi Salonen · Mikko Kaukokari | Helsingfors, Finland · Publik: 2 656 · Domare: · Anssi Kalevi Salonen · Mikko Kaukokari |
| 13:30 UTC+2 | 13:30 UTC+2     |                         | Mål                     | (25:51) (BP1) Tkatjev (37:03) (PP1) Gusev (49:03) Bereglazov | Helsingfors, Finland · Publik: 2 656 · Domare: · Anssi Kalevi Salonen · Mikko Kaukokari | Helsingfors, Finland · Publik: 2 656 · Domare: · Anssi Kalevi Salonen · Mikko Kaukokari |
| 13:30 UTC+2 | 13:30 UTC+2     |                         |                         |                                                              | Helsingfors, Finland · Publik: 2 656 · Domare: · Anssi Kalevi Salonen · Mikko Kaukokari | Helsingfors, Finland · Publik: 2 656 · Domare: · Anssi Kalevi Salonen · Mikko Kaukokari |
| 13:30 UTC+2 | 13:30 UTC+2     |                         |                         |                                                              | Helsingfors, Finland · Publik: 2 656 · Domare: · Anssi Kalevi Salonen · Mikko Kaukokari | Helsingfors, Finland · Publik: 2 656 · Domare: · Anssi Kalevi Salonen · Mikko Kaukokari |
| 13:30 UTC+2 | 13:30 UTC+2     |                         |                         |                                                              | Helsingfors, Finland · Publik: 2 656 · Domare: · Anssi Kalevi Salonen · Mikko Kaukokari | Helsingfors, Finland · Publik: 2 656 · Domare: · Anssi Kalevi Salonen · Mikko Kaukokari |
| 13:30 UTC+2 | 13:30 UTC+2     |                         |                         |                                                              | Helsingfors, Finland · Publik: 2 656 · Domare: · Anssi Kalevi Salonen · Mikko Kaukokari | Helsingfors, Finland · Publik: 2 656 · Domare: · Anssi Kalevi Salonen · Mikko Kaukokari |

|             | 6 november 2016 | Finland                                                                | 4 – 1                   | Sverige                 | Hartwall Arena                                                               |                                                                              |
| 17:30 UTC+2 | 17:30 UTC+2     | (0–1, 4–0, 0–0) Rapport                                                | (0–1, 4–0, 0–0) Rapport | (0–1, 4–0, 0–0) Rapport | Helsingfors, Finland · Publik: 8 022 · Domare: · Daniel Pražák · Pavel Hodek | Helsingfors, Finland · Publik: 8 022 · Domare: · Daniel Pražák · Pavel Hodek |
| 17:30 UTC+2 | 17:30 UTC+2     | Kemppainen (24:46) Aaltonen (25:51) Pyörälä (26:31) Savinainen (33:38) | Mål                     | (14:50) Cehlin          | Helsingfors, Finland · Publik: 8 022 · Domare: · Daniel Pražák · Pavel Hodek | Helsingfors, Finland · Publik: 8 022 · Domare: · Daniel Pražák · Pavel Hodek |
| 17:30 UTC+2 | 17:30 UTC+2     |                                                                        |                         |                         | Helsingfors, Finland · Publik: 8 022 · Domare: · Daniel Pražák · Pavel Hodek | Helsingfors, Finland · Publik: 8 022 · Domare: · Daniel Pražák · Pavel Hodek |
| 17:30 UTC+2 | 17:30 UTC+2     |                                                                        |                         |                         | Helsingfors, Finland · Publik: 8 022 · Domare: · Daniel Pražák · Pavel Hodek | Helsingfors, Finland · Publik: 8 022 · Domare: · Daniel Pražák · Pavel Hodek |
| 17:30 UTC+2 | 17:30 UTC+2     |                                                                        |                         |                         | Helsingfors, Finland · Publik: 8 022 · Domare: · Daniel Pražák · Pavel Hodek | Helsingfors, Finland · Publik: 8 022 · Domare: · Daniel Pražák · Pavel Hodek |
| 17:30 UTC+2 | 17:30 UTC+2     |                                                                        |                         |                         | Helsingfors, Finland · Publik: 8 022 · Domare: · Daniel Pražák · Pavel Hodek | Helsingfors, Finland · Publik: 8 022 · Domare: · Daniel Pražák · Pavel Hodek |

### Fotnoter
1. ↑  ”Ungt Ryssland vann Karjala”. Sportbladet. 6 november 2016. http://www.aftonbladet.se/senastenytt/ttsport/sport/article23862218.ab. Läst 6 november 2016.